# Ондрашовце
Ондрашовце (слч. Ondrašovce) насељено је мјесто са административним статусом сеоске општине (слч. obec) у округу Прешов, у Прешовском крају, Словачка Република.

## Становништво
| Година:    | 1994. | 2004.   | 2014.   | 2024.   |
| ---------- | ----- | ------- | ------- | ------- |
| Број људи: | 60    | 64      | 58      | 59      |
| Разлика:   |       | +6,66 % | -9,37 % | +1,72 % |

| Година:    | 2023. | 2024.   |
| ---------- | ----- | ------- |
| Број људи: | 62    | 59      |
| Разлика:   |       | -4,83 % |

Према подацима о броју становника из 2024. године насеље је имало 59 становника.